# Curcuraci
Curcuraci (Cuccuraci in dialetto messinese) è una frazione del comune di Messina nell'ambito territoriale della Circoscrizione VI del capoluogo.
La posizione altamente strategica e di controllo del territorio, ha fatto sì che Curcuraci sin dai tempi più antichi (III e II secolo a.C.) oltre che centro di attività agricole e di pastorizia fosse un validissimo presidio militare di vedetta e controllo e pertanto adeguatamente sfruttato da tutti gli eserciti che nei secoli si sono avvicendati sull'area messinese. In particolare nei primi anni dell'Ottocento le truppe Inglesi, alleate dei Borbone per respingere le truppe murattiane che tentavano di sbarcare in Sicilia dalla Calabria, edificarono addirittura un grande quartiere militare, chiamato appunto “Campo Inglese”, che divenne residenza stabile anche per le rispettive famiglie.
Le vicende belliche della Seconda Guerra Mondiale hanno visto poi lo stesso sito divenire “Campo Tedesco” (1940-1943) ed infine, con l'occupazione degli Alleati e definitivamente chiamato “Campo Italia” divenne postazione di artiglierie puntate sulla Calabria. Nel dopoguerra la zona fu riadattata a deposito di munizionamento e materiali fino al loro totale smaltimento.

## Origini del nome
Alcune ipotesi:
- Dal greco Kyr-Kourakis, Kur-Kourakis, Kurkurakis, cioè il " Signor Kourakis " (che attinge dalla parola kyr, Kuros, cioè Signore, Padrone). Forse il nome di un eminente personaggio che abitava in questa zona, un proprietario terriero o un eremita basiliano che la popolazione locale apostrofò in tal modo con reverenziale rispetto. Kourakis è tutt'oggi un diffuso cognome ellenico.
- Dalle due espressioni arabe Kurkur Hassi o Kurkur Haji. Kurkur significa "caverna montana, monte, ma anche montagna". Hassi equivale a "pozzo, sorgente". Kurkur Hassi tradurrebbe " il Monte, la Caverna o la Montagna della Sorgente ". La voce Haji in arabo, indica invece sia il Pellegrinaggio dei Mussulmani alla Mecca, sia Colui che lo ha concretamente compiuto.Trattasi inoltre di un titolo onorifico islamico di rispetto usato per riferirsi generalmente a qualsiasi anziano indipendentemente dall'adempimento di tale obbligatorio precetto religioso.Letteralmente corrisponde a Pellegrino. La forma "Haci" è la variante turca dello stesso termine, che avrebbe trovato un più facile radicamento a seguito delle frequenti e minacciose incursioni perpetrate da pirati Turchi e Saraceni lungo le coste siciliane. Kurkur Haji (o Kurkur Haci) sarebbe " il Monte, la Caverna o la Montagna del Pellegrino ". È stato anche proposto che il toponimo risalga al 3° millennio a.C. e derivi dall'Accadico kukkur-ake, nel quale si leggono sia il plurale di kur (altura) che il suffisso –ake, indicativo di località. Curcuraci sarebbe allora descrittivo di un luogo elevato, il che corrisponde alla configurazione del sito (G. Tripodi, Atti Acc. Peloritana dei Pericolanti, Messina 2011, 87: 297-303). Ci sono reperti archeologici che testimoniano la presenza di insediamenti di quell'epoca nella zona (G.M. Bacci et. Al., Atti della XXXV riunione scientifica. Ist. Ital. Storia e Preistoria. Firenze 2003, 839-842).

## Monumenti e luoghi d'interesse
La parrocchia di Santa Maria dei Bianchi sorge nel luogo in cui, secondo la tradizione, sarebbe apparsa la Madonna nel 1347, su un'altura scoscesa lungo la strada che da Marotta giunge a Curcuraci. Fu distrutta dal terremoto del 1908 e per alcuni anni il culto si svolse in una chiesa baraccata donata dal Papa Pio X. Gli abitanti di Curcuraci, però, furono tra i primi nel messinese a cominciare la ricostruzione della loro chiesa: grazie ad un comitato molto attivo, si promossero sottoscrizioni di denaro e manodopera.
La ricostruzione fu completata nel 1926: una statua della Santa Patrona di Curcuraci si trova accanto al cancello d'ingresso, nel cortile, protetta da una teca in vetro ed elevata su un basamento in cemento. Un'altra statua, che viene usata per la processione, si trova all'interno, contornata da un portale in marmo bianco e rosso. Gli abitanti del villaggio festeggiano la loro Patrona la prima domenica di settembre.